# Гидравлический диаметр
Гидравлический (эквивалентный) диаметр — мера эффективности русла в пропускании потока жидкости, равняется такому диаметру трубы, которая будет создавать эквивалентное сопротивление потоку, что и русло с площадью сечения потока {\displaystyle A} и смоченным периметром {\displaystyle P}. Чем меньше гидравлический диаметр, тем бо́льшее сопротивление потоку оказывает русло (при одинаковой площади поперечного сечения потока).

## Нахождение
Определяется по формуле:
{\displaystyle D_{\Gamma }={\frac {4A}{P}}}
где A — площадь поперечного сечения потока жидкости и P — смоченный периметр (см. ниже) поперечного сечения потока.
1) Для трубы круглого поперечного сечения, полностью (без пустот) заполненной жидкостью, эта формула принимает вид:
{\displaystyle D_{\Gamma }={\frac {4{\frac {\pi D^{2}}{4}}}{\pi D}}=D}
То есть, для круглого сечения гидравлический диаметр равен геометрическому диаметру.
2) Для кольца гидравлический диаметр равен:
{\displaystyle D_{\Gamma }={\frac {4\cdot 0{,}25\pi (D^{2}-d^{2})}{\pi (D+d)}}=D-d}
где {\displaystyle D} — наружный диаметр кольца, {\displaystyle d} — внутренний диаметр кольца.
3) Для каналов прямоугольного сечения гидравлический диаметр определяют по формуле:
{\displaystyle D_{\Gamma }={\frac {2ab}{(a+b)}}}
где a — уровень заполнения канала и b — ширина канала.

## Смоченный периметр

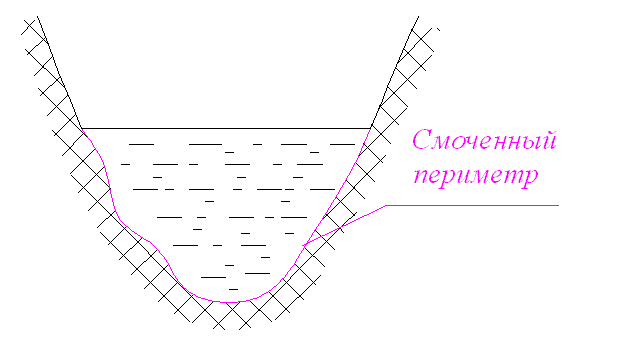
Пояснение понятия «смоченный периметр».

Изменение смоченного периметра (синий) канала в форме равнобедренной трапеции в зависимости от угла откоса ѱ.

Смоченный периметр — длина части границы канала, касающейся жидкости.
Понятие смоченного периметра имеет большое значение при проектировании каналов. Расход воды равен произведению площади поперечного сечения канала на скорость течения. Скорость же течения, по формуле Шези, при постоянной площади сечения канала и гидравлическом уклоне, прямо пропорциональна квадратному корню из гидравлического радиуса, то есть обратно пропорциональна квадратному корню из смоченного периметра. Поэтому при заданной площади поперечного сечения стараются минимизировать смоченный периметр, чтобы увеличить скорость течения, а, следовательно, и расход воды. Поперечное сечение канала обычно представляет собой равнобедренную трапецию, нижнее основание которой меньше верхнего. Смоченный периметр такого канала равен сумме нижнего основания и боковых сторон этой трапеции. Считая площадь такой трапеции заданной, находят минимум смоченного периметра в зависимости либо от угла откоса (угол, смежный углу при нижнем основании) при постоянной глубине (то есть высоте трапеции), либо от глубины при постоянном угле откоса. В первом случае наименьший смоченный периметр будет при угле откоса, равном 60°.

## Гидравлический радиус
Существует также понятие «гидравлический радиус». Несмотря на своё название, гидравлический диаметр не равен двум гидравлическим радиусам.
Гидравлический радиус вычисляется по формуле:
{\displaystyle R_{h}={\frac {A}{P}}},
где:
- A — площадь поперечного сечения (м²)
- P — смоченный периметр (м)